# Strålfeniga fiskar
Strålfeniga fiskar (Actinopterygii) är en underklass inom klassen benfiskar, vilka utmärks av att de har fenstrålar till skillnad mot köttfeningar (Sarcopterygii), som har bröstfenor med en benstav som bas.
Strålfeniga fiskar saknas endast i stora öknar och i polartrakterna. Något över 13 000 arter fördelade på ungefär 270 familjer är beskrivna. Taggstrålarna som är vanliga för de flesta arter kan vara omvandlade till benplattor eller de saknas. Strålfeniga fiskar är talrikast i havet nära kusterna.
Indelas i ordningar:
- Infraklass Fengäddor (Brachiopterygii eller Cladistia)
  - Ordning Fengäddor (Polypteriformes)
- Infraklass Broskganoider (Chondrostei)
  - Ordning Störartade fiskar (Acipenseriformes)
- Infraklass Neopterygii
  - Avdelning Ginglymodi
    - Ordning Bengäddor (Lepisosteiformes)

  - Avdelning Halecostomi
    - Underavdelning Halecomorphi
      - Ordning Bågfenor (Amiiformes)

    - Underavdelning Egentliga benfiskar (Teleostei)
      - Infraavdelningen Osteoglossomorpha
        - Ordningen Bentungeartade fiskar (Osteoglossiformes)

      - Infraavdelningen Elopomorpha
        - Ordningen Tarponartade fiskar (Elopiformes)
        - Ordningen Piggålsartade fiskar (Notacanthiformes)
        - Ordningen Ålartade fiskar (Anguilliformes)

      - Infraavdelningen Clupeomorpha
        - Ordningen Sillartade fiskar (Clupeiformes)

      - Infraavdelningen Euteleostei
        - Överordningen Ostariofyser (Ostariophysi)
          - Ordningen Sandfiskartade fiskar (Gonorynchiformes)
          - Ordningen Karpartade fiskar (Cypriniformes)
          - Ordningen Laxkarpar (Characiformes)
          - Ordningen Malartade fiskar (Siluriformes)

        - Överordningen Protacanthopterygii
          - Ordningen Laxartade fiskar (Salmoniformes)

        - Överordningen Stenopterygii
          - Ordningen Drakfiskartade fiskar (Stomiiformes)

        - Överordningen Cyclosquamata
          - Ordningen Aulopiformes

        - Överordningen Scopelomorpha
          - Ordningen Prickfiskartade fiskar (Myctophiformes)

        - Överordningen Paracanthopterygii
          - Ordningen Laxabborrartade fiskar (Percopsiformes)
          - Ordningen Torskartade fiskar (Gadiformes)
          - Ordningen Ormfiskartade fiskar (Ophidiiformes)
          - Ordningen Paddfiskartade fiskar (Batrachoidiformes)
          - Ordningen Marulkartade fiskar (Lophiiformes)
          - Ordningen Dubbelsugarartade fiskar (Gobiesociformes)

        - Överordningen Taggfeniga fiskar (Acanthopterygii)
          - Ordningen Näbbgäddartade fiskar (Beloniformes)
          - Ordningen Tandkarpartade fiskar (Cyprinodontiformes)
          - Ordningen Silversideartade fiskar (Atheriniformes)
          - Ordningen Glansfiskartade fiskar (Lampridiformes)
          - Ordningen Beryxartade fiskar (Beryciformes)
          - Ordningen Sanktpersfiskartade fiskar (Zeiformes)
          - Ordningen Spiggartade fiskar (Gasterosteiformes)
          - Ordningen Flygsimpeartade fiskar (Dactylopteriformes)
          - Ordningen Sumpålsartade fiskar (Synbranchiformes)
          - Ordningen Kindpansrade fiskar (Scorpaeniformes)
          - Ordningen Abborrartade fiskar (Perciformes)
          - Ordningen Plattfiskar (Pleuronectiformes)
          - Ordningen Blåsfiskartade fiskar (Tetraodontiformes)